# Éric Pieri
Pour les articles homonymes, voir Pieri.
Éric Pieri, né en 1963, est un skieur alpin français.

## Biographie
En 1986, il prend la 9e place du classement de la coupe d'Europe de slalom.
L'année suivante, il est sacré champion de France de slalom,.
Après sa carrière sportive, il devient moniteur ESF à Méribel.

## Palmarès

### Coupe d'Europe

#### Classements
| Saison / Épreuve | Saison / Épreuve | Général | Général | Descente | Descente | Super G | Super G | Géant  | Géant  | Slalom | Slalom | Combiné | Combiné |
| ---------------- | ---------------- | ------- | ------- | -------- | -------- | ------- | ------- | ------ | ------ | ------ | ------ | ------- | ------- |
| Saison / Épreuve | Saison / Épreuve | Class.  | Points  | Class.   | Points   | Class.  | Points  | Class. | Points | Class. | Points | Class.  | Points  |
| 1986             | 1986             | 17e     | 52      |          |          |         |         |        |        | 9e     | 52     |         |         |

### Championnats de France

#### Élite
| Édition / épreuve        | Descente | Super G | Slalom géant | Slalom | Combiné |
| ------------------------ | -------- | ------- | ------------ | ------ | ------- |
| Championnats 1987 Cluses |          |         | 9e           | Or     |         |